# Vitex doniana

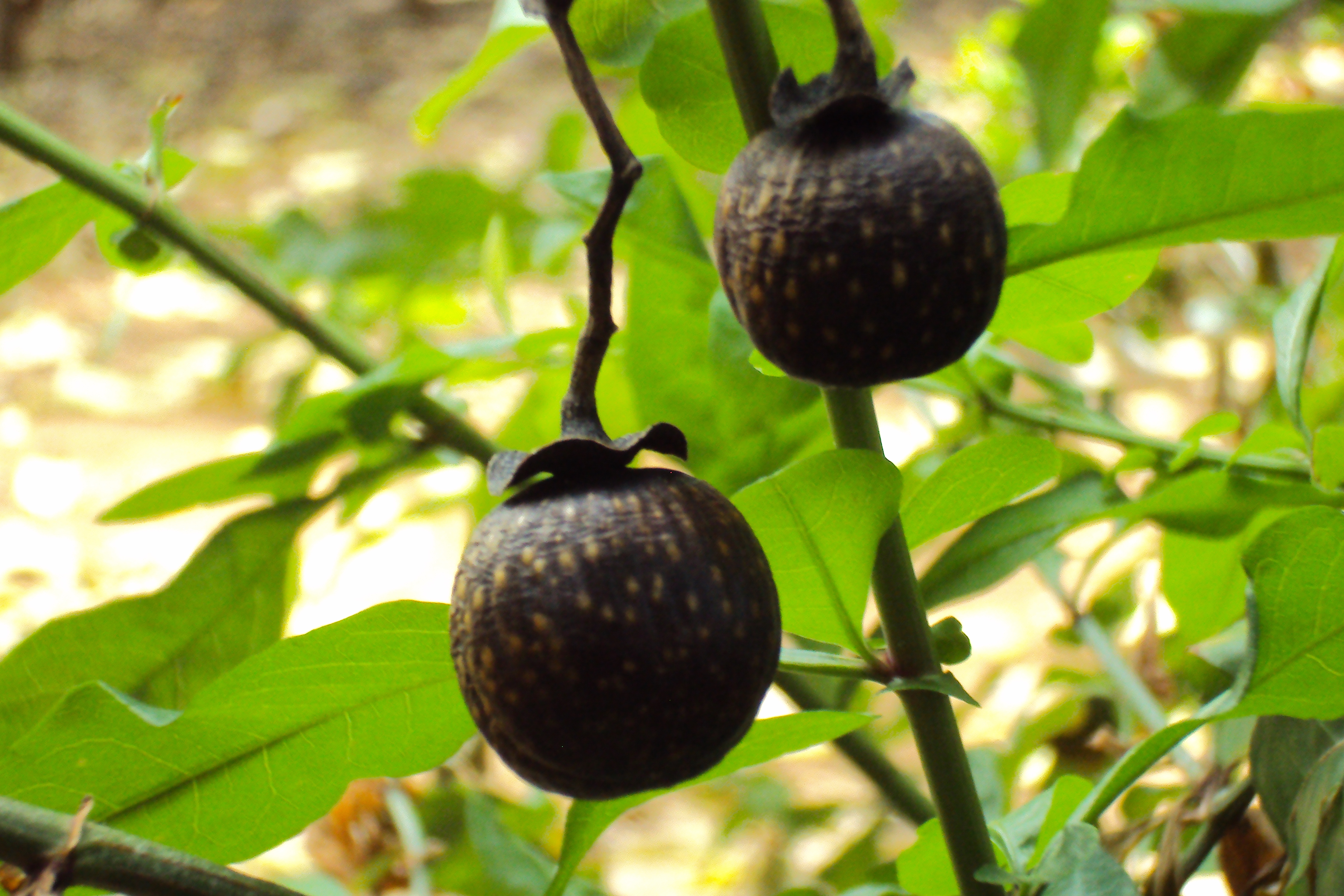
Etwas eingetrocknete Früchte

Vitex doniana ist ein Baum in der Familie der Lippenblütler aus West-, Zentral- und Ostafrika bis in südliche Afrika.

## Beschreibung
Vitex doniana wächst als laubabwerfender Baum bis 25 Meter hoch. Der Stammdurchmesser erreicht bis über 100 Zentimeter. Die bräunliche bis grau-braune Borke ist rissig bis furchig und abblätternd oder schuppig.
Die einfachen und gestielten Laubblätter sind gegenständig und zusammengesetzt handförmig mit 3–7 Blättchen. Der Blattstiel ist bis 20 Zentimeter lang. Die kurz gestielten, ganzrandigen, ledrigen und fast kahlen Blättchen sind 6 bis 14 (bis 25) Zentimeter lang und 3 bis 8 (bis 10) Zentimeter breit. Die Blättchenstiele sind bis 2,5 Zentimeter lang. Die Blättchen sind eiförmig bis elliptisch oder verkehrt-eiförmig und an der Spitze sind sie abgerundet bis eingebuchtet oder seltener spitz.
Es werden achselständige und kleinere, mehr oder weniger rostig behaarte, länger gestielte Zymen gebildet. Die zwittrigen und kurz gestielten, weißen bis hellvioletten, -purpurfabenen kleinen Blüten sind fünfzählig mit doppelter Blütenhülle. Der bis 5 Millimeter lange, becherförmige Kelch mit kleinen Zipfeln ist außen rostig behaart. Die Kronblätter sind in der typischen Form der Lippenblütler, sie sind in einer bis 6–8 Millimeter langen Röhre verwachsen mit zweilippigen Lappen, der mittlere Lappen der Unterlippe ist vergrößert und im unteren Teil gelblich behaart, bis 4,5 Millimeter lang und länger wie die anderen 4, bis 3 Millimeter langen Lappen. Die 4 Staubblätter sind didynamisch und etwas vorstehend. Der vierkammerige Fruchtknoten ist oberständig mit einem längeren Griffel.
Es werden 2–3 Zentimeter große, rundliche, mehrsamige und dunkel- bis schwarz-violette, mehr oder weniger beige gepunktete, glatte Steinfrüchte mit bleibendem Kelch gebildet. Der holzige Steinkern enthält bis zu 4 Samen.
Die Chromosomenzahl beträgt 2n = 32.

## Verwendung
Die Früchte sind essbar und werden roh, gekocht oder kandiert konsumiert. Aus den Samen kann ein Öl gewonnen werden
Die Rinde, Wurzeln und Blätter sowie die Früchte werden medizinisch genutzt.
Das mittelschwere, weiche und nicht beständige Holz wird für einige Anwendungen genutzt. Es ist bekannt als African oak, Meru oak oder Vitex.